# Кафассе
Кафассе (італ. Cafasse, п'єм. Cafasse) — муніципалітет в Італії, у регіоні П'ємонт,  метрополійне місто Турин.
Кафассе розташоване на відстані близько 550 км на північний захід від Рима, 25 км на північний захід від Турина.
Населення — 3495 осіб (2014).
Щорічний фестиваль відбувається 7 вересня. Покровитель — San Grato.

## Демографія
Населення за роками:

Станом на 1 січня 2023 року в муніципалітеті офіційно проживало 213 іноземців з 23 країн, серед них 141 громадянин країн Євросоюзу та 2 громадяни України.

## Сусідні муніципалітети
- Баланджеро
- Ф'яно
- Джерманьяно
- Ланцо-Торинезе
- Маті
- Валло-Торинезе
- Вілланова-Канавезе